# Whatknoop
Een whatknoop is een knoop die de kenmerken van een oudewijvenknoop en een dievenknoop combineert, maar een resultaat oplevert dat over het algemeen niet bruikbaar is. In het Engels wordt de knoop ook wel de Grief Knot, Whatknot, Grass Bend of Reeving Line Bend genoemd.
De whatknoop lijkt op de oudewijvenknoop, maar  wordt zo gelegd dat de losse uiteinden diagonaal de knoop verlaten, terwijl bij de oudewijvenknoop beide uiteinden aan dezelfde kant de knoop verlaten. Onder spanning ontvouwt hij zich op een vrij elegante manier: de touwen draaien om hun lengteas terwijl de knoop ontrafelt.